# ソフィーの復讐
『ソフィーの復讐』（原題：非常完美）は、2009年の中国・韓国合作映画。主演のチャン・ツィイーが自らプロデュースも兼ねたロマンティック・コメディ映画である。共演はピーター・ホー、ファン・ビンビン、ソ・ジソブ。

## ストーリー
人気女性漫画家のソフィー（チャン・ツィイー）は、結婚寸前だった一流外科医のジェフ（ソ・ジソブ）を人気女優のジョアンナ（ファン・ビンビン）に奪われてしまった。ソフィーは復讐を考え、もう1度ジェフを自分に惚れさせた上で今度は自分からふってやろうと、ジョアンナの元彼と思われる写真家のゴードン（ピーター・ホー）を巻き込んで、ジェフの心を取り戻すために様々な作戦を実行するが失敗続きでうまくいかない。やがてゴードンは、一途でキュートで一生懸命なソフィーに惹かれていく……。

## キャスト
- ソフィー：チャン・ツィイー（章子怡）
- ゴードン：ピーター・ホー（何潤東）
- ジョアンナ：ファン・ビンビン（范冰冰）
- ジェフ：ソ・ジソブ（소지섭）
- リリー：ヤオ・チェン（姚晨）
- ルーシー：ルビー・リン（林心如）

## スタッフ
- 監督・脚本：エヴァ・ジン
- 製作：チャン・ツィイー、ミン・ビーバー・クェイ、リン・ルーカス、エヴァ・ジン、ドゥ・ヤン、マイク・ヒュン-ドン・ス、ヤン・ゲ
- 撮影監督：アルマンド・サラス
- 美術：セカンド・チャン
- 特殊映像指導：シン=チューン・フー
- 編集：チェン・カーファイ、タン・フア
- 音楽：ネイサン・ワン
  - エンディング主題歌 : 『非常完美』/ 歌 : アンジェラ・チャン（張韶涵）& ハーレム・ユー（庾澄慶）
  - 挿入歌 : 『看得最遠的地方』/ 歌 : アンジェラ・チャン（張韶涵）